# 秘密 (スガシカオの曲)
「秘密」（ひみつ）は、スガシカオの15枚目のシングル。2004年5月12日発売。

## 解説
- 「初回生産限定盤（DVD付）」「通常盤」の2種同時リリース。
- 初回生産限定盤はスペシャル映像を収録したDVD付スペシャル・パッケージ仕様。
- ビデオクリップ集『20 MUSIC CLIPS OF SUGA SHIKAO』と同時リリース。

## 収録曲

### CD
1. 秘密
（作詞・作曲・編曲：スガシカオ）
2. 黒いシミ
（作詞・作曲・編曲：スガシカオ）
3. やつらの足音のバラード
（作詞：園山俊二／作曲：かまやつひろし）
  - ダイドードリンコ「MiU」CMソング
  - ファインフィルムズ配給映画『ワースト☆コンタクト』主題歌
  - 『はじめ人間ギャートルズ』のエンディングテーマとして使用されたちのはじめの楽曲のカバー。

### DVD
A Day In The "Shikao & The Family Sugar TOUR '04 -SINGLE COLLECTION-" DOCUMENTARY & LIVE DIGEST
1. あまい果実
2. アシンメトリー
3. ストーリー
4. Go! Go!
5. Thank You
6. SWEET BABY

## 収録アルバム
- TIME (#1)
- ALL SINGLES BEST (#1)
- SugarlessII (#2)
- BEST HIT!! SUGA SHIKAO -2003〜2011- (#1)